# الحركة الشعبية الدستورية الديمقراطية
الحركة الشعبية الدستورية الديمقراطية هي حزب سياسي مغربي سابق تأسس عام 1967 قبل الدكتور عبد الكريم الخطيب. ظهرت الحركة نتيجة انشقاقها عن حزب الحركة الشعبية.

## تاريخ
حدث خلاف بين عبد الكريم الخطيب وبين المحجوبي أحرضان حول قرار الحسن الثاني عام 1965 حل البرلمان (الذي كان يرأسه الخطيب) وإعلان حالة الطوارئ، فانشق عبد الكريم الخطيب في 1967 عن الحركة وأسس «الحركة الشعبية الدستورية الديمقراطية» (الذي تحول ليصبح حزب العدالة والتنمية المغربي). وفي أكتوبر 1986 انعقد المؤتمر الاستثنائي للحزب الذي أقال زعيم الحزب (أحرضان) ليصبح محمد العنصر رئيساً الحركة الشعبية، وأسس المحجوبي أحرضان في العام 1991 الحركة الوطنية الشعبية.
حصل الحزب خلال مشاركته في الانتخابات التشريعية عام 1977 على ثلاثة مقاعد. في انتخابات 1997، فازت الحركة بتسعة مقاعد في مجلس النواب المغربي.